# Legousia falcata
Specchio di Venere minore (nome scientifico Legousia falcata (Ten.) Fritsch, 1907) è una pianta erbacea dai fiori violaceo-rosei a forma di piccola campanula appartenente alla famiglia delle Campanulaceae.

## Etimologia
Il nome generico (legousia) è stato dato in onore all'aristocratico di Digione Bénigne Le Gouz detto "Le Gouz de Gerland" (1695-1774) notabile, filantropo, accademico e fondatore del Giardino Botanico Blunderbuss, mentre L'epiteto specifico (falcata) significa "a forma di falce" e si riferisce ai denti calcini spesso ricurvi a falce. Botanical names, su calflora.net. URL consultato il 10 agosto 2014.
Il nome scientifico della specie è stato definito prima dal botanico napoletano Michele Tenore (1780–1861) con il nome di Prismatocarpos falcata (pubblicazione "Cat. Hort. Neapol. App. 1: 36. 1815"), cambiato poi in quello attuale dal botanico austriaco Karl Fritsch (1864-1934) nella pubblicazione "Mitteil. Naturwiss. Vereins Univ. Wien, ser. 2, 5: 100" del 1907.

## Descrizione
Queste piante possono arrivare fino ad una altezza di 10 – 40 cm. La forma biologica è terofita scaposa (T scap), ossia in generale sono piante erbacee che differiscono dalle altre forme biologiche poiché, essendo annuali, superano la stagione avversa sotto forma di seme e sono munite di asse fiorale eretto e spesso privo di foglie. Tutta la pianta è facilmente glabra.

### Radici
Le radici sono secondarie.

### Fusto
La parte aerea del fusto è eretta, ascendente o prostrata; in genere è semplice.

### Foglie
Le foglie inferiori hanno delle forme oblanceolato-spatolate; le foglie superiori sono più o meno lanceolate. Tutte le foglie hanno un portamento patente con i bordi ondulati o crenulati e sono lisce. Dimensioni delle foglie: larghezza 5 – 10 mm; lunghezza 14 – 30 mm.

### Infiorescenza
Le infiorescenze (non ramificate) sono formate da alcuni fiori, brevemente peduncolati, raccolti in forma di spiga.

### Fiori
I fiori sono tetra-ciclici, ossia sono presenti 4 verticilli: calice – corolla – androceo – gineceo (in questo caso il perianzio è ben distinto tra calice e corolla) e pentameri (ogni verticillo ha 5 elementi). I fiori sono gamopetali, ermafroditi e attinomorfi. Dimensione dei fiori: 6 – 9 mm.
- Formula fiorale: per questa pianta viene indicata la seguente formula fiorale:

K (5), C (5), A (5), G (2-5), infero, capsula
- Calice: il calice è un tubo lungo circa 8 – 12 mm con denti lesiniformi lunghi quasi quanto il tubo (durante l'antesi) e ricurvi a falce. Dimensione dei denti: larghezza 0,5 - 0,6 mm; lunghezza 5 – 7 mm.
- Corolla: la corolla campanulata è gamopetala a 5 divisioni o lobi triangolari; il colore è roseo-violaceo; i lobi della corolla sono più brevi dei denti calicini (i denti del calice sono lunghi il triplo della corolla).
- Androceo: gli stami sono 5 con antere libere (ossia saldate solamente alla base), più lunghe dei filamenti i quali sono sottili ma membranosi alla base. Il polline è 3-5-porato e spinuloso
- Gineceo: lo stilo è unico con 3 stigmi. L'ovario è infero, 3-loculare con placentazione assile (centrale), formato da 3 carpelli (ovario sincarpico). Lo stilo possiede dei peli per raccogliere il polline. Le aree stigmatiche sono filiformi.
- Fioritura: da aprile a giugno (luglio).

### Frutti
Il frutto consiste in una capsula prismatica e ristretta verso l'apice; la deiscenza è realizzata da tre valve poste nella parte alta e aprentesi dal basso verso l'alto. I semi sono minuti.

## Riproduzione
- Impollinazione: l'impollinazione avviene tramite insetti (impollinazione entomogama). In queste piante è presente un particolare meccanismo a "pistone": le antere formano un tubo nel quale viene rilasciato il polline raccolto successivamente dai peli dallo stilo che nel frattempo si accresce e porta il polline verso l'esterno.[8]
- Riproduzione: la fecondazione avviene fondamentalmente tramite l'impollinazione dei fiori (vedi sopra).
- Dispersione: i semi cadendo a terra (dopo essere stati trasportati per alcuni metri dal vento, essendo molto minuti e leggeri – disseminazione anemocora) sono successivamente dispersi soprattutto da insetti tipo formiche (disseminazione mirmecoria).

## Distribuzione e habitat

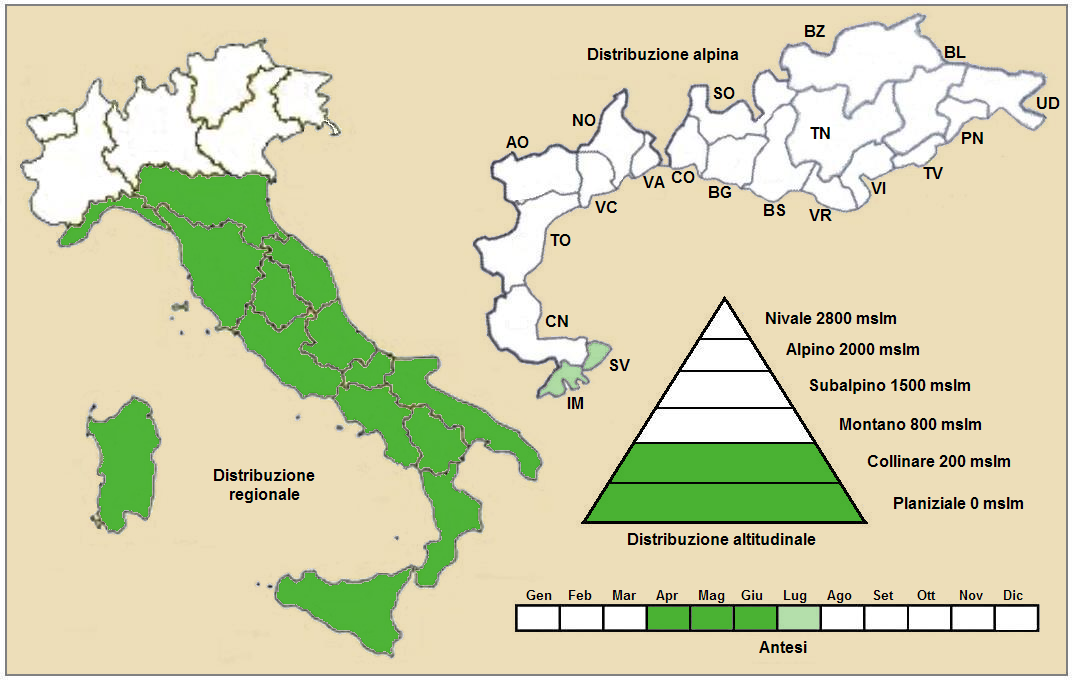
Distribuzione della pianta
(Distribuzione regionale – Distribuzione alpina)

- Geoelemento: il tipo corologico (area di origine) è Steno Mediterraneo.
- Distribuzione: in Italia è comune dalla Liguria al Sud comprese le isole. Fuori dall'Italia, sempre nelle Alpi, questa specie si trova nelle Alpes-Maritimes (Francia). Sugli altri rilievi europei collegati alle Alpi si trova nei Pirenei e nelle Alpi Dinariche.[5] Nel resto dell'Europa è comune soprattutto nella parte occidentale e nell'area mediterranea (Penisola Balcanica, Africa del nord, Medio oriente e Anatolia).[10]
- Habitat: per questa pianta l'habitat tipico sono i campi di cereali, i pascoli e gli incolti; ma anche ambienti ruderali, le aree abbandonate, i sentieri e le scarpate. È una specie infestante. Il substrato preferito è calcareo ma anche calcareo/siliceo con pH basico, medi valori nutrizionali del terreno che deve essere bagnato.[5]
- Distribuzione altitudinale: sui rilievi queste piante si possono trovare fino a 800 m s.l.m.; frequentano quindi il seguente piano vegetazionale: collinare (oltre a quello planiziale – a livello del mare).

### Fitosociologia
Dal punto di vista fitosociologico Legousia falcata appartiene alla seguente comunità vegetale:
Formazione: delle comunità pioniere a terofite e succulente
Classe: Thero-Brachypodietea
Ordine: Thero-Brachypodietalia
Alleanza: Thero-Brachypodion

## Tassonomia
La famiglia di appartenenza della Legousia falcata (Campanulaceae) è relativamente numerosa con 89 generi per oltre 2000 specie (sul territorio italiano si contano una dozzina di generi per un totale di circa 100 specie); comprende erbacee ma anche arbusti, distribuiti in tutto il mondo, ma soprattutto nelle zone temperate. Il genere di questa voce appartiene alla sottofamiglia Campanuloideae (una delle cinque sottofamiglie nella quale è stata suddivisa la famiglia Campanulaceae) comprendente circa 50 generi (Legousia è uno di questi). Il genere Legousia a sua volta comprende 6 specie (4 nella flora italiana) a distribuzione soprattutto mediterranea.

Il Sistema Cronquist assegna al genere Legousia la famiglia delle Campanulaceae e l'ordine delle Campanulales mentre la moderna classificazione APG la colloca nell'ordine delle Asterales (stessa famiglia). Sempre in base alla classificazione APG sono cambiati anche i livelli superiori (vedi tabella iniziale a destra).

Il basionimo per questa specie è: Prismatocarpos falcata Ten.

### Sinonimi
Questa entità ha avuto nel tempo diverse nomenclature. L'elenco seguente indica alcuni tra i sinonimi più frequenti:
- Campanula falcata (Ten.) Schult.
- Campanula syriaca  Willd. ex Schult.
- Legousia castellana  (Lange) Samp.
- Legousia falcata subsp. castellana  (Lange) Jauzein
- Legousia scabra  (Lowe) Gamisans
- Legousia scabra var. grandiflora  (Willk.) O.Bolòs & Vigo
- Pentagonia falcata  (Ten.) Kuntze
- Prismatocarpus falcatus  Ten.
- Prismatocarpus scaber Lowe
- Specularia falcata DC.
- Specularia falcata var. pusilla  Boiss.
- Triodanis falcata  (Ten.) McVaugh

### Specie simili
Le quattro specie di Legousia presenti sul territorio italiano si distinguono per i seguenti caratteri:
- Legousia speculum-veneris (L.) Chaix - Specchio di Venere comune: l'infiorescenza è del tipo a pannocchia; i denti del calice sono molto volte più lunghi che larghi e sono lunghi quanto il tubo del calice; la corolla è lunga quanto i denti del calice.
- Legousia falcata (Ten.) Fritsch - Specchio di Venere minore: le foglie hanno la superficie liscia; l'infiorescenza è del tipo a spiga; i denti del calice sono molto più lunghi che larghi e sono lunghi quanto il tubo del calice; la corolla è lunga 1/3 dei denti del calice.
- Legousia castellana (Lange) Samp. - Specchio di Venere di Castiglia: le foglie hanno la superficie scabra; l'infiorescenza è del tipo a spiga; i denti del calice sono molto più lunghi che larghi e sono lunghi quanto il tubo del calice; la corolla è lunga quanto i denti del calice.
- Legousia hybrida (L.) Delarbre - Specchio di Venere ondulato: l'infiorescenza è del tipo a pannocchia; i denti del calice sono poco più lunghi che larghi e sono più brevi del tubo del calice; la corolla è lunga la metà dei denti del calice.

Nota: la Legousia castellana (Lange) Samp., chiamata anche L. scabra (Lowe) Gamisans, attualmente è considerata un sinonimo di Legousia falcata (Ten.) Fritsch ex Janch..

## Altre notizie
Specchio di Venere falcato in altre lingue è chiamata nei seguenti modi:
- (DE)  Sichel-Frauenspiegel
- (FR)  Legousie en faux